# Masherbrum
Masherbrum (també conegut com a K1) és, amb 7.821 msnm, la vint-i-dosena muntanya més alta del món, i l'onzena del Pakistan.
És el pic més alt de les Masherbrum Mountains, una serralada secundària del Karakoram. És una muntanya prominent i impactant, sovint menystinguda per estar envoltada de quatre vuit mils: K2, Gasherbrum I, Broad Peak i Gasherbrum II.
El significat del nom no és clar. Pot procedir de mashadar (mosquetó) i brum (muntanya), per la semblança del doble cim amb un mosquetó antic; però també pot procedir de masha (reina o senyoreta), del qual en resultaria "reina dels pics". Igualment s'han suggerit altres significats.

## Localització
El Masherbrum es troba al costat sud de la Glacera Baltoro, al cor del Karakoram central. La glacera és la ruta habitual per accedir als vuit mils de la zona i molts senderistes viatgen per recórrer el Baltoro. El Masherbrum se troba, també, a la part nord de la Vall d'Huixe, que serveix com a aproximació al pic des del sud.

## Història
El 1856 Thomas George Montgomerie, un enginyer britànic, realitzant feines topogràfiques i d'exploració, s'adonà de la seva gran alçada i l'anomenà "K1" (pic 1 del Karakoram). La gent del país l'anomenava Masherbrum.
El Masherbrum fou explorat el 1911 pel doctor William H. Workman i la seva dona, Fanny Bullock Workman. El 1938 es va fer un primer intent d'ascensió des del sud que es quedà a pocs metres del cim.
Després de dues expedicions més sense èxit, el 1955 i el 1957, el Masherbrum fou escalat per primera vegada el 1960 per George Irving Bell i Willi Unsoeld, formant part d'una expedició conjunta dels Estats Units i Pakistan, dirigida per Nick Clinch. Aconseguiren escalar la via de la cara sud-est, la qual no havia estat tinguda en compte per expedicions anteriors.
La llista Himalayan Index inclou tres ascensions més i sis més que quedaren en intent. Les ascensions inclouen dues noves vies: la cara nord-oest i l'aresta nord-oest/cara nord.